# The Paperboy (film 2012)
The Paperboy è un film del 2012 diretto da Lee Daniels, basato sul romanzo di Pete Dexter Un affare di famiglia.
Il film è stato presentato in concorso al Festival di Cannes 2012.

## Trama
Florida 1969, il condannato a morte Hillary Van Wetter è in attesa di essere giustiziato per l'omicidio di uno sceriffo che, spinto dall'odio razziale, uccise sedici persone di colore. Charlotte Bless, fidanzata per corrispondenza di Hillary, crede nell'innocenza dell'uomo, e così invia una lettera al Miami Times sostenendo la sua tesi. Il giornale, fiutando lo scoop, manda i suoi due migliori giornalisti a indagare: il malinconico reporter gay Ward Jansen e il suo collega Yardley Acheman. Collaborando con Charlotte, i due giornalisti iniziano a indagare, coinvolgendo anche il fratello minore di Ward, Jack, che di professione consegna i giornali. 
Jack, con sguardo disincantato, osserva con ammirazione il lavoro dei due giornalisti, innamorandosi fatalmente della bella Charlotte. L'amore tra i due finisce presto quando Wetter si allontana dal carcere e inizia a frequentare Charlotte. Jack coinvolge il fratello Ward in un improvviso scontro con Wetter nel giardino della sua proprietà, venendo a sapere che Charlotte è stata uccisa proprio da quest'ultimo. Ormai smascherato come un pazzo e un criminale, Wetter uccide barbaramente Ward tagliandogli la gola con un coltello e poco dopo Jack, che ha assistito turbato alla scena, fugge attraverso il fiume per diverse ore, portando indietro i corpi di Charlotte e Ward per i funerali, facendo arrestare e condannare a morte Wetter.

## Distribuzione
Dopo la presentazione in concorso al Festival di Cannes 2012 nel maggio 2012, l'uscita nelle sale cinematografiche statunitensi è avvenuta in data 23 novembre 2012.
In Italia il film è stato distribuito direttamente da 01 Distribution e Rai Cinema in DVD e Blu-Ray il 5 giugno 2014.

## Accoglienza

### Critica
La maggior parte dei critici ha giudicato il film negativamente, criticando due scene piuttosto forti con protagonista Nicole Kidman. Su Rotten Tomatoes ha un punteggio del 45%. La maggior parte delle lodi al film sono state quelle agli attori Nicole Kidman, John Cusack e in particolare a Matthew McConaughey.

## Riconoscimenti
- 2013 - Golden Globe
  - Nomination Miglior attrice non protagonista a Nicole Kidman
- 2013 - Screen Actors Guild Award
  - Nomination Miglior attrice non protagonista a Nicole Kidman